# Östgötaleden

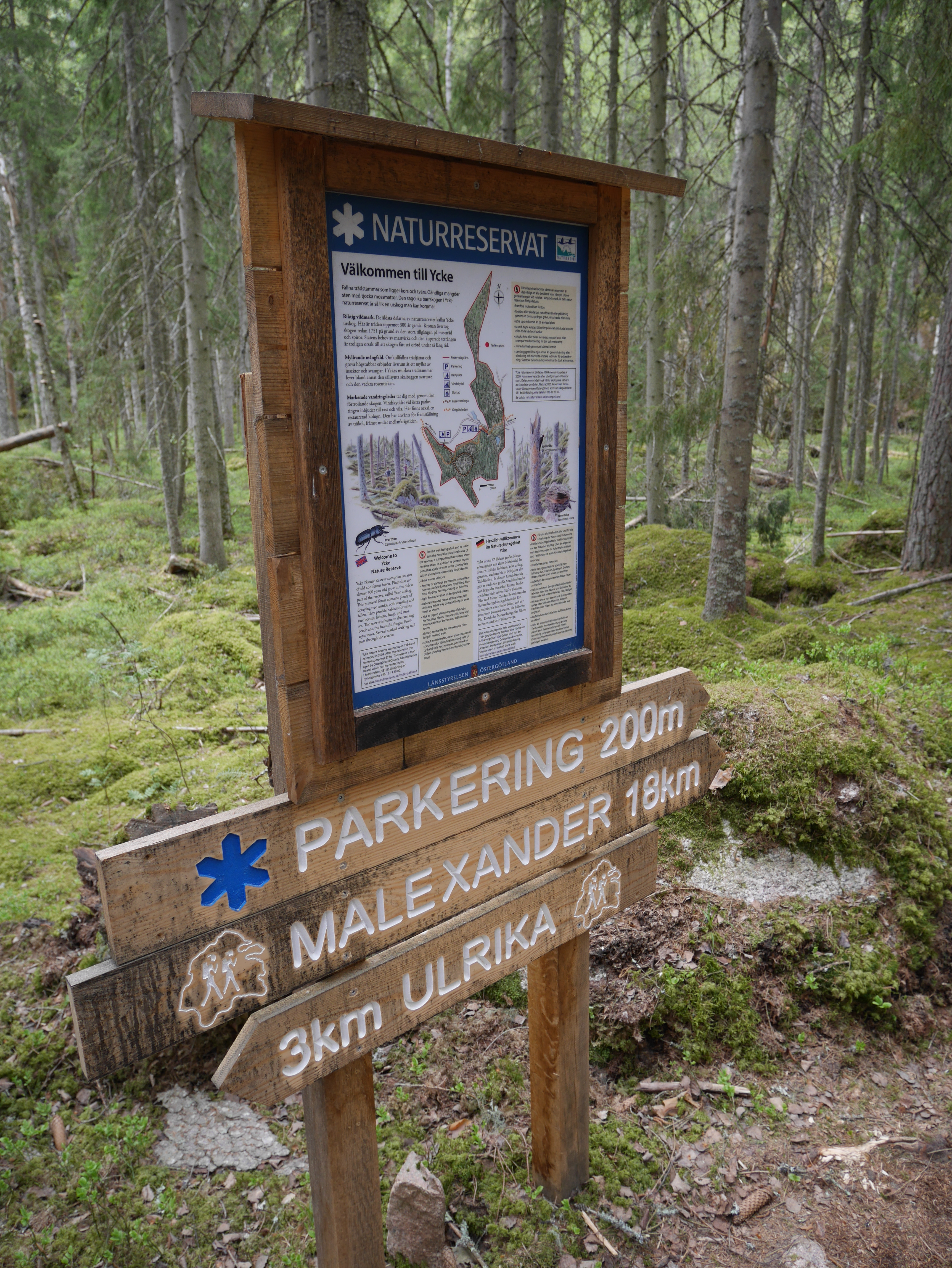

De Östgötaleden is een langeafstandswandelpad in Östergötland in Zweden. Het bewegwijzerde pad is ongeveer 1500 kilometer lang (het langste pad van Zweden) en loopt door de dertien gemeenten van Östergötland.